# 24e cérémonie des Boston Society of Film Critics Awards
La 24e cérémonie des Boston Society of Film Critics Awards, décernés par la Boston Society of Film Critics, a eu lieu le 14 décembre 2003, et a récompensé les films réalisés dans l'année.

## Palmarès

### Meilleur film
- Mystic River
  - Lost in Translation

### Meilleur réalisateur
- Sofia Coppola pour Lost in Translation
  - Peter Jackson pour Le Seigneur des anneaux : Le Retour du roi (The Lord of the Rings: The Return of the King)

### Meilleur acteur
- Bill Murray pour le rôle de Bob Harris dans Lost in Translation
  - Sean Penn pour le rôle de Jimmy Markum dans Mystic River

### Meilleure actrice
- Scarlett Johansson pour le rôle de Charlotte dans Lost in Translation
  - Naomi Watts pour le rôle de Cristina Peck dans 21 Grammes (21 Grams)

### Meilleur acteur dans un second rôle
- Peter Sarsgaard pour le rôle de Jack Cole dans Le Mystificateur (Shattered Glass)
  - Alec Baldwin pour le rôle de Shelly Kaplow dans Lady Chance (The Cooler)

### Meilleure actrice dans un second rôle
- Patricia Clarkson pour le rôle de Joy Burns dans Pieces of April et pour le rôle d'Olivia Harris dans The Station Agent
  - Ludivine Sagnier pour le rôle de Julie dans Swimming Pool

### Meilleure distribution
- Mystic River
  - A Mighty Wind

### Réalisateur le plus prometteur
- Andrew Jarecki pour Capturing the Friedmans
  - Sylvain Chomet pour Les Triplettes de Belleville

### Meilleur scénario
- American Splendor – Shari Springer Berman et Robert Pulcini
  - Lost in Translation – Sofia Coppola

### Meilleure photographie
- Le Peuple Migrateur – Olli Barbé et al.
  - Irréversible – Benoît Debie et Gaspar Noé

### Meilleur film en langue étrangère
- Les Triplettes de Belleville •  France
  - Irréversible •  France

### Meilleur film documentaire
- Capturing the Friedmans
  - The Fog of War